# Сторм Лејк (Ајова)
Сторм Лејк (енгл. Storm Lake) град је у америчкој савезној држави Ајова. По попису становништва из 2010. у њему је живело 10.600 становника.

## Демографија
Према попису становништва из 2010. у граду је живело 10.600 становника, што је 524 (5,2%) становника више него 2000. године.
| Група             | 2000.         | 2010.         |
| Белци             | 7.033 (69,8%) | 5.111 (48,2%) |
| Афроамериканци    | 53 (0,5%)     | 468 (4,4%)    |
| Азијати           | 788 (7,8%)    | 1.043 (9,8%)  |
| Хиспаноамериканци | 2.121 (21,1%) | 3.822 (36,1%) |
| Укупно            | 10.076        | 10.600        |